# Victoria cadmea

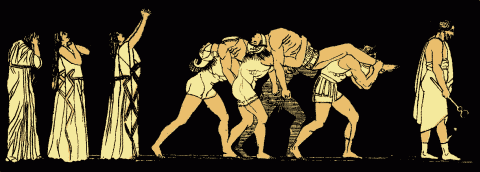
Esta imagen muestra la derrota de Etéocles y Polinices.

Una victoria cadmea (en griego: Kadmeia nike) es una victoria que incluye la ruina de uno mismo. Es una referencia a Cadmo (en griego: Kadmos), el fundador legendario de Tebas en Beocia y mítico introductor del alfabeto en Grecia.
Buscando establecer la ciudad, Cadmo necesitaba agua de un manantial custodiado por un dragón similar a la hidra de Lerna. Envió a sus compañeros a matar al dragón, pero todos murieron. A pesar de que Cadmo resultó victorioso, la victoria le costó la vida a aquellos que se beneficiarían del nuevo asentamiento. La expresión «victoria cadmea» ha sido ampliamente sustituida por la expresión «victoria pírrica», la cual lleva una connotación parecida y es más conocida.